# 800 mètres masculin aux Jeux olympiques d'été de 2024
Pour des articles plus généraux, voir Athlétisme aux Jeux olympiques d'été de 2024 et 800 mètres aux Jeux olympiques.
Navigation
Tokyo 2020 Los Angeles 2028
L'épreuve du 800 mètres masculin aux Jeux olympiques de 2024 se déroule du 7 au 11 août 2024 au Stade de France, au nord de Paris, en France.

## Records
Avant cette compétition, les records dans cette discipline étaient les suivants : 
| Record du monde  | David Rudisha (KEN) | 1 min 40 s 91 | Londres | 9 août 2012 |
| Record olympique | David Rudisha (KEN) | 1 min 40 s 91 | Londres | 9 août 2012 |

## Programme
| Date            | Horaire | Manche       |
| --------------- | ------- | ------------ |
| Mercredi 7 août | 10 h 00 | Premier tour |
| Jeudi 8 août    | 10 h 00 | Repêchage    |
| Vendredi 9 août | 10 h 00 | Demi-finale  |
| Samedi 10 août  | 18 h 30 | Finale       |

## Médaillés
| Or                      | Argent           | Bronze               |
| Emmanuel Wanyonyi (KEN) | Marco Arop (CAN) | Djamel Sedjati (ALG) |

## Résultats

### Premier tour
Les 3 premiers de chaque série sont qualifiés (Q) pour les demi-finales, les autres vont en repêchage (hors DNS, DNF, DQ). 
| Rang | Athlète                 | Pays                            | Temps   | Notes |
| ---- | ----------------------- | ------------------------------- | ------- | ----- |
| 1    | Eliott Crestan          | Belgique                        | 1:45:51 | Q     |
| 2    | Marco Arop              | Canada                          | 1:45:74 | Q     |
| 3    | Peyton Craig            | Australie                       | 1:45:81 | Q     |
| 4    | Handal Roban            | Saint-Vincent-et-les-Grenadines | 1:46:00 |       |
| 5    | Abdelati El Guesse      | Maroc                           | 1:46:91 |       |
| 6    | Tumo Nkape              | Botswana                        | 1:46:99 |       |
| 7    | Abubaker Haydar Abdalla | Qatar                           | 1:48:42 |       |
| 8    | James Preston           | Nouvelle-Zélande                | 1:48:50 |       |
| 9    | Abraham Guem            | Soudan du Sud                   | 1:48:74 | PB    |

| Rang | Athlète             | Pays      | Temps   | Notes |
| ---- | ------------------- | --------- | ------- | ----- |
| 1    | Gabriel Tual        | France    | 1:45:13 | Q     |
| 2    | Mark English        | Irlande   | 1:45:15 | Q     |
| 3    | Tshepiso Masalela   | Botswana  | 1:45:58 | Q     |
| 4    | Jakub Dudycha       | Tchéquie  | 1:45:62 |       |
| 5    | Koitatoi Kidali     | Kenya     | 1:45:84 |       |
| 6    | Edose Ibadin        | Nigeria   | 1:46:56 |       |
| 7    | Mohamed Ali Gouaned | Algérie   | 1:47:34 |       |
| 8    | Ali Idow Hassan     | Somalie   | 1:48:72 |       |
| 9    | Mohammed Dwedar     | Palestine | 1:54:83 |       |

| Rang | Athlète           | Pays       | Temps   | Notes |
| ---- | ----------------- | ---------- | ------- | ----- |
| 1    | Emmanuel Wanyonyi | Kenya      | 1:44:64 | Q     |
| 2    | Cătălin Tecuceanu | Italie     | 1:44:80 | Q     |
| 3    | Andreas Kramer    | Suède      | 1:44:93 | Q     |
| 4    | Adrián Ben        | Espagne    | 1:45:03 |       |
| 5    | Ryan Clarke       | Pays-Bas   | 1:45:56 |       |
| 6    | Joseph Deng       | Australie  | 1:45:87 | SB    |
| 7    | Tibo De Smet      | Belgique   | 1:46:03 |       |
| 8    | Brandon Miller    | États-Unis | 1:46:34 |       |
| 9    | Yervand Mkrtchyan | Arménie    | 1:49:91 | NR    |

| Rang | Athlète          | Pays                          | Temps   | Notes |
| ---- | ---------------- | ----------------------------- | ------- | ----- |
| 1    | Djamel Sedjati   | Algérie                       | 1:45:84 | Q     |
| 2    | Elliot Giles     | Grande-Bretagne               | 1:45:93 | Q     |
| 3    | Hobbs Kessler    | États-Unis                    | 1:46:15 | Q     |
| 4    | Simone Barontini | Italie                        | 1:46:33 |       |
| 5    | Josué Canales    | Espagne                       | 1:46:48 |       |
| 6    | Pieter Sisk      | Belgique                      | 1:46:60 |       |
| 7    | Peter Bol        | Australie                     | 1:47:50 |       |
| 8    | Dennick Luke     | Dominique                     | 1:47:54 |       |
| 9    | Musa Suliman     | Équipe olympique des réfugiés | 1:49:61 |       |

| Rang | Athlète            | Pays            | Temps   | Notes |
| ---- | ------------------ | --------------- | ------- | ----- |
| 1    | Ben Pattison       | Grande-Bretagne | 1:45:56 | Q     |
| 2    | Edmund du Plessis  | Afrique du Sud  | 1:45:73 | Q     |
| 3    | Wyclife Kinyamal   | Kenya           | 1:45:86 | Q     |
| 4    | Benjamin Robert    | France          | 1:45:92 |       |
| 5    | Navasky Anderson   | Jamaïque        | 1:46:82 |       |
| 6    | Tobias Grønstad    | Norvège         | 1:46:85 |       |
| 7    | Mateusz Borkowski  | Pologne         | 1:47:50 |       |
| 8    | José Antonio Maita | Venezuela       | 1:48:02 |       |
| 9    | Chhun Bunthorn     | Cambodge        | 1:53:31 | SB    |

| Rang | Athlète              | Pays            | Temps   | Notes |
| ---- | -------------------- | --------------- | ------- | ----- |
| 1    | Mohamed Attaoui      | Espagne         | 1:44:81 | Q     |
| 2    | Bryce Hoppel         | États-Unis      | 1:45:25 | Q     |
| 3    | Max Burgin           | Grande-Bretagne | 1:45:36 | Q     |
| 4    | Corentin Le Clezio   | France          | 1:45:42 |       |
| 5    | Jesús Tonatiú López  | Mexique         | 1:45:82 |       |
| 6    | Tom Dradriga         | Ouganda         | 1:46:05 |       |
| 7    | Kethobogile Haingura | Botswana        | 1:46:46 |       |
| 8    | Slimane Moula        | Algérie         | 1:46:71 |       |

### Repêchage
Le premier de chaque série est qualifié (Q) pour les demi-finales, ainsi que les deux meilleurs temps (q). 
| Rang | Athlète              | Pays      | Temps   | Notes |
| ---- | -------------------- | --------- | ------- | ----- |
| 1    | Kethobogile Haingura | Botswana  | 1:45:52 | Q     |
| 2    | Slimane Moula        | Algérie   | 1:45:67 |       |
| 3    | Corentin Le Clezio   | France    | 1:45:72 |       |
| 4    | Peter Bol            | Australie | 1:46:12 |       |
| 5    | Tom Dradriga         | Ouganda   | 1:46:15 |       |
| 6    | Dennick Luke         | Dominique | 1:46:81 | NR    |
| 7    | Edose Ibadin         | Nigeria   | 1:49:09 |       |
| 8    | Chhun Bunthorn       | Cambodge  | 1:53:42 |       |
|      | Abdelati El Guesse   | Maroc     | DNS     |       |

| Rang | Athlète             | Pays                            | Temps   | Notes |
| ---- | ------------------- | ------------------------------- | ------- | ----- |
| 1    | Jesús Tonatiú López | Mexique                         | 1:45:13 | Q     |
| 2    | Adrián Ben          | Espagne                         | 1:45:37 |       |
| 3    | Pieter Sisk         | Belgique                        | 1:45:49 |       |
| 4    | Handal Roban        | Saint-Vincent-et-les-Grenadines | 1:45:80 |       |
| 5    | Navasky Anderson    | Jamaïque                        | 1:46:01 |       |
| 6    | Koitatoi Kidali     | Kenya                           | 1:46:37 |       |
| 7    | Jakub Dudycha       | Tchéquie                        | 1:49:94 |       |
| 8    | Yervand Mkrtchyan   | Arménie                         | 1:50:07 |       |
| 9    | Musa Suliman        | Équipe olympique des réfugiés   | 1:50:11 |       |

| Rang | Athlète                 | Pays             | Temps   | Notes |
| ---- | ----------------------- | ---------------- | ------- | ----- |
| 1    | Simone Barontini        | Italie           | 1:45:56 | Q     |
| 2    | Benjamin Robert         | France           | 1:45:83 |       |
| 3    | José Antonio Maita      | Venezuela        | 1:46:44 |       |
| 4    | Tibo De Smet            | Belgique         | 1:46:59 |       |
| 5    | Joseph Deng             | Australie        | 1:48:58 |       |
| 6    | James Preston           | Nouvelle-Zélande | 1:50:53 |       |
|      | Abubaker Haydar Abdalla | Qatar            | DNS     |       |
|      | Ali Idow Hassan         | Somalie          | DNS     |       |

| Rang | Athlète             | Pays          | Temps   | Notes |
| ---- | ------------------- | ------------- | ------- | ----- |
| 1    | Brandon Miller      | États-Unis    | 1:44:21 | Q     |
| 2    | Mohamed Ali Gouaned | Algérie       | 1:44:37 | =PB q |
| 3    | Tobias Grønstad     | Norvège       | 1:44:57 | PB q  |
| 4    | Josué Canales       | Espagne       | 1:44:65 |       |
| 5    | Ryan Clarke         | Pays-Bas      | 1:44:70 | PB    |
| 6    | Mateusz Borkowski   | Pologne       | 1:45:27 | SB    |
| 7    | Tumo Nkape          | Botswana      | 1:45:57 |       |
| 8    | Abraham Guem        | Soudan du Sud | 1:49:45 | L     |
| 9    | Mohammed Dwedar     | Palestine     | 1:54:83 |       |

### Demi-finales
Les 2 premiers de chaque série sont qualifiés directement (Q) pour la finale, ainsi que les deux meilleurs temps (q), hors places 1 et 2.
| Rang | Athlète             | Pays            | Temps   | Notes |
| ---- | ------------------- | --------------- | ------- | ----- |
| 1    | Djamel Sedjati      | Algérie         | 1:45:08 | Q     |
| 2    | Tshepiso Masalela   | Botswana        | 1:45:33 | Q     |
| 3    | Cătălin Tecuceanu   | Italie          | 1:45:38 |       |
| 4    | Ben Pattison        | Grande-Bretagne | 1:45:57 |       |
| 5    | Brandon Miller      | États-Unis      | 1:45:79 |       |
| 6    | Mark English        | Irlande         | 1:45:97 |       |
| 7    | Andreas Kramer      | Suède           | 1:46:52 |       |
| 8    | Jesús Tonatiú López | Mexique         | 1:50:38 |       |

| Rang | Athlète             | Pays            | Temps   | Notes |
| ---- | ------------------- | --------------- | ------- | ----- |
| 1    | Marco Arop          | Canada          | 1:45:05 | Q     |
| 2    | Gabriel Tual        | France          | 1:45:16 | Q     |
| 3    | Wyclife Kinyamal    | Kenya           | 1:45:29 |       |
| 4    | Edmund du Plessis   | Afrique du Sud  | 1:45:34 |       |
| 5    | Elliot Giles        | Grande-Bretagne | 1:45:46 |       |
| 6    | Hobbs Kessler       | États-Unis      | 1:46:20 |       |
| 7    | Tobias Grønstad     | Norvège         | 1:46:37 |       |
| 8    | Mohamed Ali Gouaned | Algérie         | 1:46:52 |       |

| Rang | Athlète              | Pays            | Temps   | Notes |
| ---- | -------------------- | --------------- | ------- | ----- |
| 1    | Emmanuel Wanyonyi    | Kenya           | 1:43:32 | Q     |
| 2    | Bryce Hoppel         | États-Unis      | 1:43:41 | Q     |
| 3    | Max Burgin           | Grande-Bretagne | 1:43:50 | PB q  |
| 4    | Mohamed Attaoui      | Espagne         | 1:43:62 | q     |
| 5    | Eliott Crestan       | Belgique        | 1:43:72 |       |
| 6    | Peyton Craig         | Australie       | 1:44:11 | PB    |
| 7    | Kethobogile Haingura | Botswana        | 1:44:95 |       |
| 8    | Simone Barontini     | Italie          | 1:45:17 |       |

### Finale
| Rang                                | Athlète           | Pays            | Temps         | Notes |
| ----------------------------------- | ----------------- | --------------- | ------------- | ----- |
| Médaille d'or, Jeux olympiques      | Emmanuel Wanyonyi | Kenya           | 1 min 41 s 19 | PB    |
| Médaille d'argent, Jeux olympiques  | Marco Arop        | Canada          | 1 min 41 s 20 | AR    |
| Médaille de bronze, Jeux olympiques | Djamel Sedjati    | Algérie         | 1 min 41 s 50 |       |
| 4                                   | Bryce Hoppel      | États-Unis      | 1 min 41 s 67 | NR    |
| 5                                   | Mohamed Attaoui   | Espagne         | 1 min 42 s 08 |       |
| 6                                   | Gabriel Tual      | France          | 1 min 42 s 14 |       |
| 7                                   | Tshepiso Masalela | Botswana        | 1 min 42 s 82 | PB    |
| 8                                   | Max Burgin        | Grande-Bretagne | 1 min 43 s 84 |       |

## Légende
Records et Performances
- AR : Record continental (area record)
- CR : Record des championnats (championship record)
- MR : Record du meeting (meet record)
- NR : Record national (national record)
- OR : Record olympique (olympic record)
- PR : Record paralympique (paralympic record)
- PB : Record personnel (personal best)
- SB : Meilleure performance personnelle de la saison (season's best)
- WL : Meilleure performance mondiale de l'année (world leader)
- WJR : Record du monde junior (world junior record)
- WR : Record du monde (world record)

Circonstances et Conditions
- DNF : N'a pas terminé (did not finish)
- DNS : N'a pas pris le départ (did not start)
- DQ : Disqualification (disqualification)
- NM : Aucun essai valable enregistré (No Mark)
- Q : Qualifié « directement » au prochain tour (ou à la prochaine compétition), lors d'une compétition majeure, grâce au classement ou à la réalisation des minima (automatic qualifier)
- q : Qualifié au prochain tour (ou à la prochaine compétition), lors d'une compétition majeure, grâce au repêchage ou à la réalisation de l'une des meilleures performances parmi celles des « non qualifiés directement » (grâce au meilleur temps ou à la meilleure distance par exemple) (secondary qualifier)